# Deacon Frost
Deacon Frost est un super-vilain créé par Marvel Comics, apparu pour la première fois dans Tomb of Dracula #13, en 1973.

## Origine
Au XIXe siècle, le chimiste allemand Deacon Frost était obsédé par l'immortalité. Pensant que le sang des vampires était la clef, il créa un sérum d'immortalité à partir des restes d'un vampire, en 1863. Il voulut tester le produit sur une jeune femme, mais il reçut la dose durant la bagarre. Frost devint donc immortel. Il voyagea beaucoup et se retrouva finalement aux USA, tuant des personnes au hasard pour assouvir sa soif de sang.
Lors d'une de ses chasses nocturnes, il but le sang d'une femme sur le point d'accoucher. Elle mourut mais son fils survécut, devenant plus tard Blade. Le jeune homme traqua son 'géniteur' à travers le monde.
Pendant ce temps, Frost vampirisa le détective Hannibal King et se créa une armée de goules, ses serviteurs. L'alliance de King et Blade provoqua la mort de Frost, dans une explosion.
Pourtant, il réussit à survivre et s'allia avec une sorcière vaudou pour conquérir La Nouvelle-Orléans, puis avec Dracula pour l'aider dans le Rite d'Ascendance. Mais Frost fut de nouveau tué par Blade.

## Pouvoirs
- Frost est un vampire. Il ne se reflète pas dans un miroir et ne projette pas d'ombre. Il est insensible aux armes conventionnelles.
- Il peut soulever 1 tonne et demi, se métamorphoser en animal nocturne et créer des serviteurs par une simple morsure.
- Frost a besoin de boire du sang pour survivre. L'exposition au soleil peut lui être fatale.
- Un pieu planté dans son cœur le paralyse totalement.

## Apparitions dans d'autres médias
Sauf indication contraire, les informations mentionnées dans cette section peuvent être confirmées par la base de données cinématographiques IMDb,  présente dans la section « Liens externes ».

### Films
Interprété par Stephen Dorff
- 1998 : Blade réalisé par Stephen Norrington